# Rectavit Series
De Rectavit Series (de vroegere Fidea Cyclocross Classics/Soudal Classics) is een voormalige Belgische serie van overkoepelende wedstrijden in het veldrijden, dat in het laatste seizoen 2019-2020 uit vijf wedstrijden bestond.

## Achtergrond en opzet
De Rectavit Series zijn de opvolger van de Soudal Classics. Tot het seizoen 2012-2013 heette de serie wedstrijden, de Fidea Cyclocross Classics, waarvan de laatste editie in het seizoen 2011-2012 werd gereden.
In de Rectavit Series worden er geen punten gegeven, noch is er een algemeen klassement of algehele eindwinnaar. De serie mag van de UCI geen algemeen klassement opmaken, er zijn twee klassementen per land toegestaan; met de Superprestige en de Trofee heeft België reeds twee veldritklassementen. Toch strijden de renners fel om de winst in de wedstrijden omdat deze rechtstreeks op televisie te volgen zijn en de sportrubrieken in de diverse media er veel aandacht aan besteden.

## Wedstrijden
De volgende wedstrijden behoorden in het verleden tot de Rectavit Series:
- GP van Hasselt, Hasselt
- Citadelcross, Namen
- Scheldecross, Antwerpen
- Grote Prijs Neerpelt, Neerpelt
- Jaarmarktcross Niel, Niel
- Cyclocross Leuven, Leuven
- Cyclocross Masters, Waregem
- Waaslandcross, Sint-Niklaas

## Edities
De eerste editie van de serie overkoepelende wedstrijden vond plaats in het seizoen 2009-2010. De toenmalige Fidea Cyclocross Classics was uitgegroeid van 2 wedstrijden in het seizoen 2009-2010 tot 5 wedstrijden in het seizoen 2011-2012. De 5 wedstrijden van het seizoen 2011-2012, waren de Grote Prijs Neerpelt, Jaarmarktcross Niel, Scheldecross Antwerpen, Citadelcross en Cyclocross Leuven dat Cyclocross Tervuren verving ten opzichte van de vorige jaren. Bij zesde editie van de Soudal Classics in het seizoen 2014-2015 is er een zesde wedstrijd toegevoegd, de Cyclocross Masters in Waregem, welke eind februari wordt gereden.
| #   | Seizoen   | Naam                      | Aantal crossen | Tv-zender                              |
| --- | --------- | ------------------------- | -------------- | -------------------------------------- |
| 11. | 2019-2020 | Rectavit Series           | 5              | Sporza Play Sports (Telenet) Eurosport |
| 10. | 2018-2019 | Soudal Classics           | 6              | Sporza Play Sports (Telenet)           |
| 9.  | 2017-2018 | Soudal Classics           | 6              | Sporza Play Sports (Telenet)           |
| 8.  | 2016-2017 | Soudal Classics           | 6              | Sporza Play Sports (Telenet)           |
| 7.  | 2015-2016 | Soudal Classics           | 6              | Sporza Play Sports (Telenet)           |
| 6.  | 2014-2015 | Soudal Classics           | 6              | Sporza VIER                            |
| 5.  | 2013-2014 | Soudal Classics           | 5              | Sporza VIER                            |
| 4.  | 2012-2013 | Soudal Classics           | 5              | Sporza VIER                            |
| 3.  | 2011-2012 | Fidea Cyclocross Classics | 5              |                                        |
| 2.  | 2010-2011 | Fidea Cyclocross Classics | 4              |                                        |
| 1.  | 2009-2010 | Fidea Cyclocross Classics | 2              |                                        |

## Sponsors
De hoofdsponsor of "Title Partner" is de producent van producten voor de bouwsector Rectavit. Naast Rectavit zijn er nog andere sponsors of "Main Partners", zoals Synergie en Brouwerij Haacht. Ook zijn er nog "Media Partners" en "Official Suppliers".